# Stefan Dąb-Biernacki

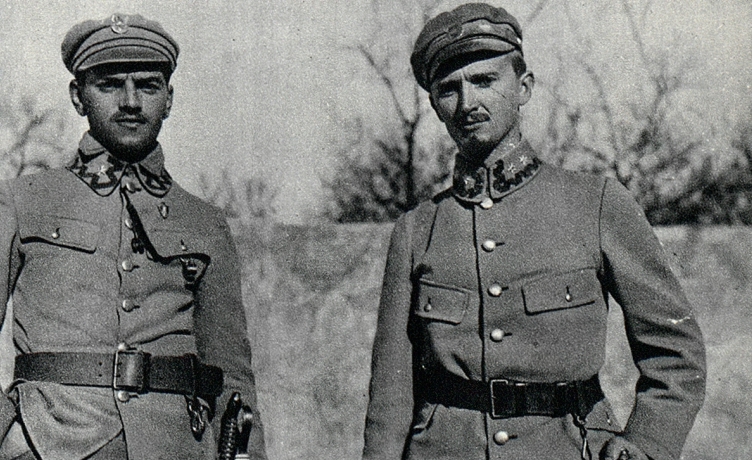
Stefan Biernacki (z prawej) i Kazimierz Hozer

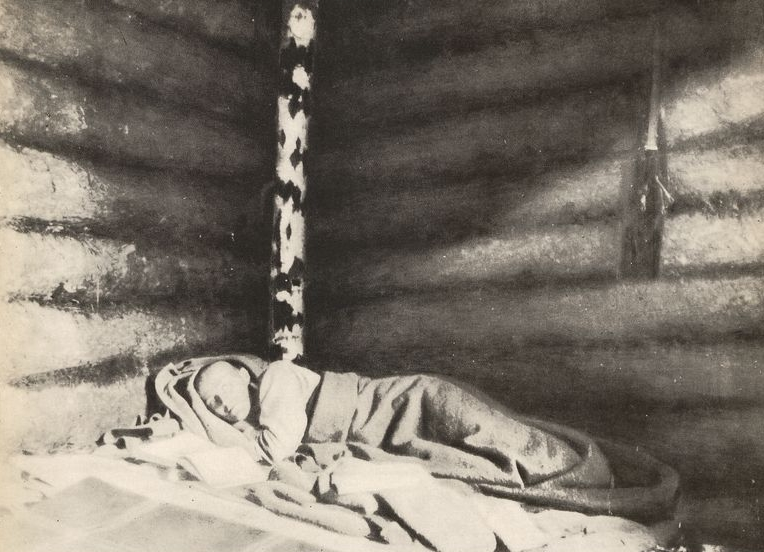
Stefan Biernacki nad Stochodem

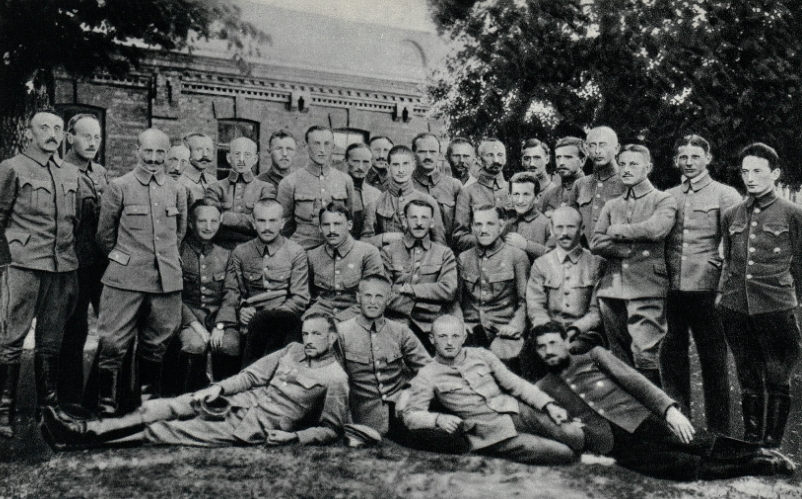
Stefan Biernacki wśród oficerów 1 pp w Beniaminowie

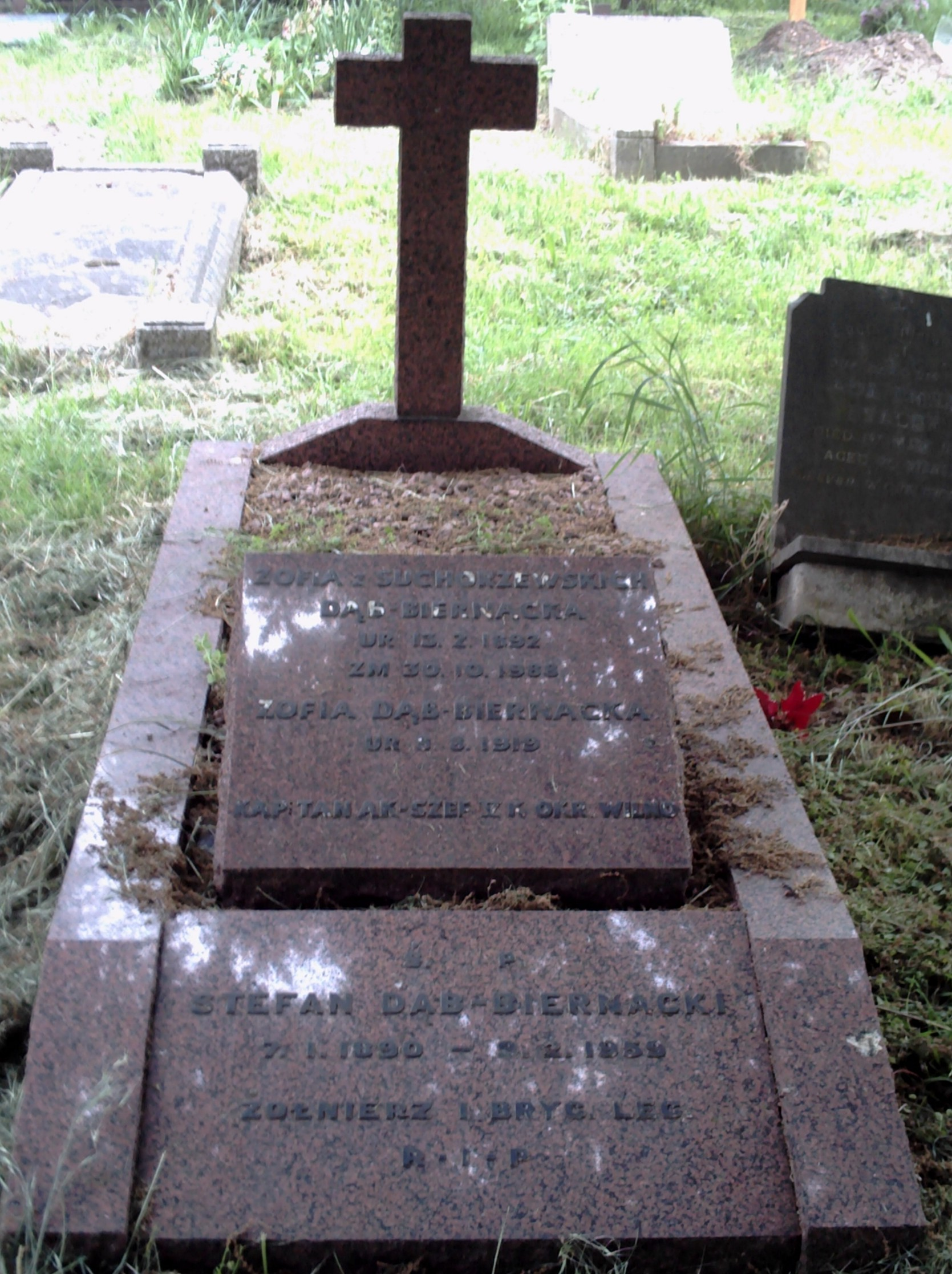
Grób rodziny Dąb-Biernackich

Stefan Dąb-Biernacki (ur. 7 stycznia 1890 w Gnojnie, zm. 9 lutego 1959 w Londynie) – oficer Legionów Polskich, członek Polskiej Organizacji Wojskowej, uczestnik I wojny światowej, wojny polsko-bolszewickiej oraz II wojny światowej, członek loży wolnomularskiej Tomasza Zana w Wilnie, generał dywizji Wojska Polskiego, zdegradowany w październiku 1940 roku i zwolniony z wojska.

## Życiorys

### Dzieciństwo, młodość i działalność niepodległościowa
Syn Stanisława Biernackiego h. Poraj i Cecylii ze Śniadeckich h. Leliwa. Miał sześcioro rodzeństwa: Julię Cecylię, Stanisława Adama, Witolda, Michała Zachariasza, Halinę i Józefa. W 1907 roku ukończył szkołę handlową w Warszawie i rozpoczął studia na Wydziale Rolniczym Towarzystwa Kursów Naukowych w Warszawie. Po studiach został asystentem w Akademii Rolniczej w Dublanach. Od 1907 roku brał udział w ruchu niepodległościowym. W 1913 roku ukończył szkołę podchorążych Okręgu Lwów i uzyskał odznakę oficerską tzw. „Parasol”.
Podczas I wojny światowej walczył od sierpnia 1914 do lipca 1917 roku w I Brygadzie Legionów Polskich. Dowodził kompanią, następnie batalionem w 1 pułku piechoty, po czym batalionem w 3 pułku piechoty.
10 lipca 1917 roku został zwolniony z Legionów Polskich bez prawa noszenia munduru legionowego. W lipcu 1917, po kryzysie przysięgowym został internowany w Beniaminowie. Po zwolnieniu został dowódcą Polskiej Organizacji Wojskowej w Ciechanowie.

### Służba w Wojsku Polskim
Od listopada 1918 roku służył w Wojsku Polskim. W latach 1919–1920 walczył w wojnie polsko-bolszewickiej, wykazując się dużą odwagą. Dowodził na krótko batalionem 32 pułku piechoty, po czym od grudnia 1918 do lutego 1919 roku tym pułkiem, następnie do grudnia 1919 roku 5 pułkiem piechoty Legionów. Od grudnia 1919 roku dowodził I Brygadą Piechoty Legionów. 22 maja 1920 roku został zatwierdzony z dniem 1 kwietnia 1920 roku w stopniu pułkownika, w piechocie, w grupie oficerów byłych Legionów Polskich. W lipcu 1920 roku objął dowództwo 1 Dywizji Piechoty Legionów. Za udział w tych walkach został odznaczony Orderem Wojskowym Virtuti Militari III, IV i V klasy, przy czym był w całym Wojsku Polskim jednym z trzech oficerów odznaczonych Krzyżem Kawalerskim i jednym z sześciu żołnierzy odznaczonych Krzyżem Złotym.
Po zakończeniu działań wojennych pozostał na stanowisku dowódcy 1 DP Legionów, która stacjonowała w garnizonie Wilno. 3 maja 1922 roku został zweryfikowany w stopniu pułkownika ze starszeństwem z dniem 1 czerwca 1919 roku i 50. lokatą w korpusie oficerów piechoty, a jego oddziałem macierzystym był 5 pp Leg.
31 marca 1924 Prezydent RP, Stanisław Wojciechowski na wniosek Ministra Spraw Wojskowych, generała dywizji Władysława Sikorskiego awansował go na generała brygady ze starszeństwem z dniem 1 lipca 1923 roku i 18. lokatą w korpusie generałów.
W czasie przewrotu majowego 1926 roku opowiedział się po stronie zamachowców.
11 września 1926 Prezydent RP Ignacy Mościcki zwolnił go ze stanowiska dowódcy 1 DP Leg. i mianował generałem do prac przy Generalnym Inspektorze Sił Zbrojnych w Warszawie. W 1929 został przesunięty na stanowisko generała do prac przy Generalnym Inspektorze Sił Zbrojnych z siedzibą w Wilnie.
10 listopada 1930 roku Prezydent Rzeczypospolitej Ignacy Mościcki nadał mu stopień generała dywizji ze starszeństwem z dniem 1 stycznia 1931 roku i 1. lokatą w korpusie generałów. Jednocześnie zezwolił mu na nałożenie oznak nowego stopnia przed 1 stycznia 1931 roku.
15 grudnia 1930 roku został mianowany inspektorem armii z siedzibą w Wilnie. Na stanowisku tym pozostawał do września 1939 roku.
Na początku 1938 roku wydał podległym oficerom polecenie wymierzenia „sprawiedliwości” miejscowym dziennikarzom, m.in. Stanisławowi Cywińskiemu w związku z jego recenzją w „Dzienniku Wileńskim” zawierającą passus „Polska nie jest obwarzankiem, jak powiedział pewien kabotyn” (co było aluzją do Józefa Piłsudskiego). Zażądał też osadzenia Cywińskiego w obozie w Berezie Kartuskiej. Oficerowie rozkaz wykonali: Cywińskiemu połamano żebra i skatowano do nieprzytomności. W wyniku pobicia ofiara straciła również lewe oko, a całe zajście odbyło się na oczach jego żony i córki. Oficerowie zdemolowali także redakcję pisma oraz pobili redaktora naczelnego – Aleksandra Zwierzyńskiego, jego zastępcę – Zygmunta Fedorowicza oraz kilku pracowników, w tym dwie kobiety. Ani generał, ani sprawcy pobić nie zostali pociągnięci do odpowiedzialności, natomiast osądzeni zostali pobici dziennikarze.
W maju 1939 roku generał doprowadził swoim postępowaniem wobec redakcji dziennika wileńskiego – „Słowo”, która broniła Stanisława Cata-Mackiewicza, do samobójczej próby słynnego zagończyka i bohatera wojny polsko-bolszewickiej ppłk. Jerzego Dąmbrowskiego – „Łupaszki”. Strzał oddany w klatkę piersiową ominął serce i zakończył się wielomiesięcznym pobytem w szpitalu.

### Udział w kampanii 1939 roku
W planie operacyjnym „Wschód” był przewidziany na stanowisko dowódcy Armii „Wilno”, natomiast w planie operacyjnym „Zachód” Marszałek Polski Edward Śmigły-Rydz powierzył mu dowództwo nad swym głównym odwodem – Armią „Warszawa”, później przemianowaną na Armię „Prusy”. W zamyśle Naczelnego Wodza miał to być najsilniejszy związek operacyjny WP. W ostatecznej wersji w jej skład miało wejść dziewięć wielkich jednostek: 3, 12, 13, 19, 29, 36, 39 i 44 Dywizja Piechoty oraz Wileńska Brygada Kawalerii.
1 września 1939 po południu wraz z I rzutem Kwatery Głównej Armii przybył do koszar 18 pułku piechoty w Skierniewicach i objął dowództwo nad 19 i 29 DP oraz Wileńską BK tworzącymi Północne Zgrupowanie w rejonie Skierniewice–Rawa Mazowiecka–Brzeziny. 13 DP znajdowała się na Pomorzu, a 12 DP w garnizonach na terenie Okręgu Korpusu Nr VI. 3 i 39 DP (rez.) oraz część 36 DP (rez.) dopiero rozpoczęły mobilizację. 44 DP (rez.) przeszła w podporządkowanie dowódcy Armii „Łódź”. Tak więc w pierwszym dniu wojny obronnej generał dysponował zaledwie 30% przydzielonych mu sił.
2 września, zgodnie z rozkazem Naczelnego Wodza, generał Dąb-Biernacki nakazał przegrupowanie północnego zgrupowania do rejonu Piotrków-Sulejów, oraz przeniesienia miejsca postoju dowództwa armii do Spały. Ze Sztabu Naczelnego Wodza nadeszły też informacje o przedarciu się wielkiej jednostki pancernej w rejonie na północ od Częstochowy i prawdopodobnym dalszym posuwaniu się jej w kierunku północno-wschodnim. Generał powziął zamiar wykonania nocnego uderzenia na tyły i rejony postoju jednostki pancernej gdyby ta przedarła się do rejonu koncentracji północnego zgrupowania, oraz wydał rozkaz operacyjny dla podległych mu jednostek zawierający wytyczne do walki z bronią pancerną.
3 września generał wydał rozkaz wysłania patroli w celu rozpoznania kierunków dalszego posuwania się niemieckiej jednostki pancernej. O godzinie 13.00 nadszedł rozkaz Naczelnego Wodza nakazujący pozostawienie północnego zgrupowania w rejonie koncentracji oraz zabraniający wykonywania działań zaczepnych. O godzinie 17.00 nadszedł kolejny rozkaz, nakazujący przesunięcie jednej dywizji do rejonu Piotrkowa oraz zezwalający na wysunięcie Wileńskiej Brygady Kawalerii na południe. Wieczorem generał wydał rozkazy do kolejnego przegrupowania. Jednocześnie generał domagał się informacji o przewidywanym kierunku użycia swojego zgrupowania, ponieważ armia wciąż nie otrzymała rozkazu operacyjnego od Naczelnego Wodza.
4 września wczesnym rankiem generał Dąb-Biernacki, otrzymał meldunki od 19 DP i Wil. BK o pojawieniu się 200 czołgów w rejonie Rozprzy. Generał przewidując działanie niemieckiego zgrupowania pancernego w kierunku Piotrkowa Trybunalskiego podjął zamiar wykonania koncentrycznego uderzenia z rejonu Piotrkowa i lasów Lubień przy wsparciu batalionu czołgów, ale nie uzyskał zgody Naczelnego Dowództwa, które o godzinie 9.00 nakazało zabezpieczyć Piotrków przez wysunięcie piechoty w teren na południe od miasta. W związku z tym Dąb-Biernacki osobiście wyznaczył dowódcy 19 DP linię obrony na przedpolu Piotrkowa w oparciu o tereny zabudowane. Następnie powierzył generałowi Rudolfowi Dreszerowi dowodzenie Grupą Operacyjną w składzie 19 DP i Wileńskiej Brygady kawalerii. W nocy dowódca 19 DP generał Józef Kwaciszewski z własnej inicjatywy przesunął linię obrony bliżej miasta, jednak nowe pozycje znajdowały się w terenie odkrytym.
5 września przed godziną 3.00 ze Sztabu Naczelnego Wodza przyszedł rozkaz zezwalający na wykonanie nocnego uderzenia. Rano generał zdecydował przesunąć 19 DP bardziej na południe na linię Rozprza-Jeżów bronioną przez oddziały Armii „Łódź”. Pozycja ta była już w tym czasie zdobyta przez Niemców, którzy poprzedniego dnia odrzucili oddziały GO „Piotrków” i uchwycili przyczółki do natarcia. Generał ani jego sztab nie zdawali sobie z tego sprawy, gdyż meldunki z Armii „Łódź” miały znaczne opóźnienie. Rozkaz ten nie został wykonany, ponieważ przed godziną 10.00 niemiecki XVI korpus pancerny niespodziewanie uderzył od południa na Piotrków. Atak ten został odparty przez 19 DP przy współudziale oddziałów z Grupy Operacyjnej „Piotrków” z Armii „Łódź”, które wykonały kontratak, aby odzyskać utracone pozycje. Generał Dąb-Biernacki, zaskoczony i zaniepokojony sytuacją w rejonie Piotrkowa, udał się do 19 DP, aby sprawdzić, czy nie potrzebuje ona wsparcia. Tam otrzymał meldunek o odparciu niemieckiego ataku, oraz zapewnienie, że dywizja utrzyma się do wieczora. Okazało się też, że siły niemieckie są większe niż wynikało to z wcześniejszych meldunków. W związku z tym generał wrócił do Spały i opracował nowy plan. O godzinie 17.00 wydano rozkazy odwołujące zaplanowane wcześniej natarcie, a następnie o godzinie 18.00 wydano nowe rozkazy do uderzenia siłami 19 DP, 29 DP oraz Wileńskiej Brygady Kawalerii. Dla grupy generała Dreszera rozkaz przekazano telefonicznie, natomiast do 29 DP generał Biernacki udał się osobiście. Dywizja ta znajdowała się nieco dalej i musiała wykonać przemarsz na pozycje wyjściowe do natarcia. Tymczasem już około godziny 14.00 rozpoczęło się drugie natarcie na Piotrków, poprzedzone silnym ogniem artylerii, które przełamało obronę 19 DP, i do wieczora Niemcy zajęli Piotrków, oraz przebili się dalej na północ, wnikając w lukę pomiędzy armiami „Łódź” i „Prusy”. 86 pp i część 85 pp zostały rozbite, doszło do wybuchu paniki, a dowódcy 19 DP zniknęli na kilka godzin. Wileńska Brygada Kawalerii rozpoczęła odwrót za rzekę Pilicę. W sztabie Armii „Prusy” nie wiedziano o upadku Piotrkowa ani o odwrocie Wileńskiej Brygady Kawalerii, ponieważ z grupy generała Dreszera nie napływały meldunki. O godzinie 20.00 generał Biernacki, przekonany o tym, że grupa Dreszera wykonuje natarcie zgodnie z rozkazem, udał się ponownie do 29 DP aby nadzorować nocne natarcie tej dywizji. Na miejscu okazało się, że w 29 DP mylnie zrozumiano otrzymane zadanie. Oddziały przemieszczały się w szyku marszowym, z taborami i służbami włączonymi do kolumn, nie spodziewając się poważniejszych walk. Generał interweniował osobiście, rozdzielając kolumny i wysyłając do walki kolejne bataliony już w ugrupowaniu bojowym. Następnie udał się do Piotrkowa, aby skontrolować działania 19 DP. Miasto jednak było już zajęte przez Niemców i generał natknął się na niemiecki posterunek. Udało mu się jednak zawrócić i dzięki temu uniknął dostania się do niewoli. Po powrocie do 29 DP, około północy, do generała dotarł kolejny rozkaz Naczelnego Wodza z godziny 21.00, informujący o odwrocie Armii „Łódź” i nakazujący utrzymanie z nią styczności. Generał wydał więc nowy rozkaz, aby odbić Piotrków siłami 29 DP oraz 4 baonów 19 DP które do tej pory nie brały udziału w walkach. Natarcie to jednak nie doszło do skutku i oddziały 29 DP wycofały się na północ.
6 września około godziny 9.30 generał Biernacki odbył rozmowę z NW, w której zameldował o zajęciu Piotrkowa przez Niemców, nieudanej próbie odbicia miasta, oraz dalszym posuwaniu się Niemców w kierunku Tomaszowa Mazowieckiego, obsadzanego przez 13 DP. Meldował również o wybuchu paniki w 19 DP oraz demoralizacji w tych oddziałach 19 DP i 29 DP, które wzięły udział w walkach z bronią pancerną, wskutek czego obie dywizje są niezdolne do walki i stara się wycofać je na głębokie tyły w celu reorganizacji. Wileńska BK wzmocniona 2 batalionami 29 DP oraz 1 bczl znajdowała się w lesie na wschód od Sulejowa. NW wydał rozkaz ogólnego wycofywania się w kierunku mostów na Wiśle, dokładne miejsca przepraw miały zostać podane tego dnia, natomiast 13 DP otrzymała rozkaz do obrony, aby ubezpieczyć odwrót Armii „Łódź” i kierunek na Warszawę, w wyniku czego doszło do bitwy pod Tomaszowem Mazowieckim. W pierwszym rzucie znajdowały się 43 i 45 pp, w drugim rzucie 44 pp. Dowódca dywizji płk. Zubosz-Kaliński zdecydował się skrócić linię obrony wyznaczoną przez gen. Dąba-Biernackiego dla 45 pp, co doprowadziło do powstania 3-kilometrowej luki pomiędzy 43 pp i 45 pp. 13 DP broniła się skutecznie od rana, jednakże po południu oddział pancerny niemieckiej 4 DPanc włamał się przez rozpoznaną lukę w centrum polskiego ugrupowania, rozbił artylerię 13 DP i zaczął przenikać na wschód w kierunku Lubochni, wywołując panikę wśród zgromadzonych tam taborów 13, 19, oraz 29 DP, które rzuciły się do ucieczki w kierunku Mszczonowa. W lukę wkrótce weszły również oddziały 1 DPanc po czym obsadziły północny skraj Tomaszowa. Wskutek zerwanej łączności drutowej z Warszawą zapowiedziane rozkazy operacyjne NW w sprawie odwrotu nie nadchodziły. W związku z tym przed wieczorem generał wydał rozkazy dla 19 DP, 29 DP oraz 1 bczl do koncentracji w lasach w rejonie Inowłodza. Dowódca 13 DP na podstawie przebiegu przedpołudniowych walk meldował o przewidywanym głównym natarciu Niemców na północnym skrzydle. Generał Biernacki, wciąż licząc na utrzymanie styczności z Armią „Łódź”, o godzinie 17.00 nakazał przegrupowanie odwodowego 44 pp na północ, aby wzmocnić prawe skrzydło, które wisiało w próżni. O godzinie 18.00 płk. Kaliński ponownie meldował o ciężkich walkach i przełamaniu obrony w centrum. Gen. Dąb-Biernacki nakazał utrzymanie stanowisk oraz przydzielił dywizji batalion czołgów 7TP. Jednakże wieczorem nadszedł kolejny meldunek z 13 DP o wymuszonym odskoku dywizji do lasów w rejonie Lubochni. W odpowiedzi generał wydał 13 DP rozkaz do zerwania styczności z nieprzyjacielem i odwrotu wzdłuż Pilicy przez most w Inowłodzu i ześrodkowania się w lesie Brudzewice wraz z informacją, że 19 DP i 29 DP również otrzymały rozkaz do koncentracji w rejonie Inowłodza. Generał Dreszer otrzymał rozkaz dla Wileńskiej BK. osłaniania odwrotu zgrupowania od południowego wschodu na wschodnim brzegu Radomki na pozycji Jastrząb – Mniszek. Wkrótce po tym generał Dąb-Biernacki rozkazał przenieść swój sztab do Dworu Brzostowiec w pobliżu Nowego Miasta. Rozkaz d-cy armii nie dotarł do 45 pp, który próbując wykonać wcześniejszy rozkaz płk Kalińskiego do odskoku w kierunku Lubochni przebijał się na północ przez Tomaszów, gdzie w nocy został zaskoczony ogniem i rozbity. Generał Dreszer uznał zadanie dowódcy armii do osłony odwrotu zgrupowania za niemożliwe do wykonania i nakazał przemieścić Wileńską BK do lasów Przysucha.
7 września rano dowódcy 13 DP oraz 29 DP zameldowali się w sztabie armii po dalsze rozkazy. Generał wydał rozkaz odwrotu za Wisłę przez most w Maciejowicach. Wkrótce po tym nadszedł rozkaz NW do wycofania się wzdłuż południowego brzegu Pilicy na przeprawy Maciejowice–Dęblin–Puławy–Solec. W związku z tym generał wydał kolejne rozkazy kierując 13 i 19 DP na Maciejowice, a 29 DP oraz Wileńską BK na Dęblin. Wydany został też rozkaz dla grupy generała Skwarczyńskiego do przejścia do działań odwrotowych na prawy brzeg Wisły oraz zniszczenia fabryk uzbrojenia w Skarżysku-Kamiennej i Starachowicach. Następnie generał nakazał przesunąć sztab armii do Zwolenia, a stamtąd wieczorem do Puław. Wieczorem generał był w Radomiu, opuszczonym już przez oddziały grupy gen. Skwarczyńskiego. Nakazał znajdującemu się tam dywizjonowi pancernemu Wileńskiej BK ubezpieczenie trzech kierunków prowadzących do Radomia od zachodu, a następnie po przejściu Wileńskiej BK oraz 19 DP odejście jako straż tylna. Około godziny 21.00 generał ponownie rozmawiał z NW, otrzymując informację, że obrona Wisły zostanie uregulowana po przejściu wycofujących się armii, oraz rozkaz do nawiązania łączności z generałem Piskorem w Lublinie, który kieruje improwizowaną obsadą przejść. Dowódcy 29 DP, 13 DP wraz z szefem sztabu 19 DP uzgodnili między sobą dalszy odwrót przed Odrzywół i Drzewicę. Jednak późnym popołudniem wskutek ostrzału przez artylerię niemiecką wśród oddziałów trzech dywizji stłoczonych na piaszczystej drodze do Odrzywołu wybuchła panika, którą udało się opanować, jednak wkrótce od strony Opoczna nadeszły czołgi 7TP, które uznano za niemieckie, co spowodowało następny wybuch paniki. Po zapadnięciu zmroku w środku lasu doszło do krótkiej strzelaniny, która skutkowała kolejnym wybuchem paniki. Spowodowało to znaczne opóźnienia w przemarszu i przemieszanie się kolumn odwrotowych. Wileńska BK stała rozciągnięta w lasach Przysuchy bez kontaktu z nieprzyjacielem. Po południu generał Dreszer wydał rozkaz do nocnego przemarszu brygady do lasów na północny wschód od Radomia. Nocą 7/8 września przy moście w Puławach do generała Biernackiego dotarł oficer operacyjny Wileńskiej BK, który otrzymał rozkaz do zmiany kierunku wycofywania brygady na Puławy.
8 września rano w rejonie Odrzywołu doszło do walk z niemiecką 13 DZmot z XIV KZmot, która zaatakowała przemieszczające się tamtędy oddziały polskich dywizji wspierane przez 1 bczl. Walki trwały do południa. Jeden z pododdziałów niemieckiej dywizji zaatakował stanowisko dowodzenia dowódcy 29 DP. Atak ten został odparty, ale ranny dowódca płk. Oziewicz wraz ze sztabem odjechali do Dęblina porzucając walczące oddziały. Sztab armii w Puławach nawiązał łączność z Armią „Lublin” oraz z dowódcą O.K II odpowiedzialnym za zaopatrzenie armii jako delegat kwatermistrzowski NW. Generał Dąb-Biernacki przewidywał odejście swoich oddziałów za Wisłę nocą 9/10 września i w ramach tworzonego przez sztab gen Kruszewskiego planu obrony odcinka armii nad Wisłą od Annopola do ujścia Pilicy planował ugrupować jednostki następująco: 13 DP – Maciejowice, 19 DP – Babice jako odwód, Wileńska BK – Sobieszyn jako odwód, 29 DP – Dęblin, 3 DP – Puławy, 12 DP – Opole, 36 DP – Józefów. Wobec braku łączności sztabu z wojskami armii generał Biernacki udał się do Odrzywołu, gdzie dotarł tuż po południu i po zapoznaniu się z sytuacją zarządził wypad batalionu 7TP w kierunku na Inowłódz, który jednak nie natrafił na nieprzyjaciela. Około godziny 15.00 był w rejonie Kozienic, następnie w nocy przy moście pod Maciejowicami, gdzie spotkał generała Dreszera, który przybył do tego rejonu wraz ze sztabem. Doszło do rozmowy, po której generał Dreszer postanowił samowolnie opuścić armię i udać się do Brześcia nad Bugiem.
9 września rano sztab armii przeniósł się do folwarku Snopków na północny zachód od Lublina. O godzinie 9.00 generał Biernacki przyjechał na stanowisko dowodzenia generała Piskora w Lublinie, gdzie wysłał do NW meldunek, stwierdzający, że grupa gen. Skwarczyńskiego jest odcięta, a do Wisły dotarły jedynie niepełna Wileńska BK oraz batalion czołgów, oraz, że według opinii rannego płk. Oziewicza piechota do Wisły nie dojdzie a 80% artylerii trzeba uznać za stracone. Wieczorem generał sporządził kolejny meldunek, w którym informował o chaosie panującym na tyłach i braku jednolitej władzy wykonawczej, prosząc jednocześnie o decyzje kto ma dowodzić obroną linii Wisły.
Południowe zgrupowanie Armii „Prusy” dowodzone przez generała Skwarczyńskiego, w którego działania Dąb-Biernacki nie ingerował, zostało rozproszone na skutek bitwy pod Iłżą, toteż Dąb-Biernacki rozpoczął reorganizację podległych mu wojsk na wschodnim brzegu Wisły. Naczelny Wódz powierzył mu też dowództwo sformowanego 10 września 1939 roku Frontu Północnego, w skład którego oprócz Armii „Prusy” wchodziły też wojska Grupy Operacyjnej Wyszków oraz Samodzielnej Grupy Operacyjnej „Narew”. W ciągu tygodnia odbudowane na pograniczu Mazowsza i Lubelszczyzny dywizje zostały wyprowadzone spod niemieckiego uderzenia i skoncentrowane na północ od Zamościa.
17 września 1939 roku, z powodu sowieckiego ataku na Polskę, nakazał przyśpieszyć marsz i zmienić jego kierunek na południowy. Próba przyjścia z pomocą wojskom Frontu Środkowego, dowodzonym przez generała Piskora, doprowadziła do drugiej bitwy pod Tomaszowem Lubelskim. Wspólne uderzenie wojsk niemieckich i sowieckich wymusiło kapitulację Frontu Północnego. Generał Dąb-Biernacki oskarżany był przy tym o porzucenie walczących oddziałów, a nawet o ucieczkę z pola walki w ubraniu cywilnym. Obowiązek podpisania kapitulacji scedował na dowodzącego jedną z podległych mu armii generała Przedrzymirskiego.

### Na uchodźstwie
Generał Dąb-Biernacki przebywał początkowo na Węgrzech, gdzie wypowiedział posłuszeństwo mianowanemu Naczelnym Wodzem gen. Władysławowi Sikorskiemu i za pośrednictwem listów otwartych wszczął przeciwko niemu agitację w wojsku. W styczniu 1940 przedostał się do Francji, jednak gen. Sikorski odsunął go – tak jak większość piłsudczyków – od wszelkich funkcji w Armii Polskiej na Zachodzie. Został osadzony w obozie oficerskim w Cerizay k. Angers dla „nieprawomyślnych” i „sprawców klęski wrześniowej”. Obóz zwany był przez oficerów „Wiśniowcem” w nawiązaniu do znanego w Polsce więzienia w Wiśniczu i do znaczenia francuskiego słowa „cerise” (wiśnia). Po upadku Francji w czerwcu 1940 roku oficerowie z Cerizay ewakuowali się do Anglii na własną rękę. W połowie lipca 1940 roku zwrócił się do Naczelnego Wodza z prośbą o przeniesienie w stan spoczynku. W liście do gen. Sikorskiego zarzucił mu odsunięcie doświadczonych dowódców, fałszywe informowanie Francuzów o przebiegu klęski wrześniowej, dzielenie oficerów na lepszych i gorszych, a także zaprzepaszczenie wojska we Francji.
Stefan Dąb-Biernacki został 17 sierpnia 1940 roku umieszczony na wysepce Bute u zachodnich wybrzeży Szkocji w obozie w Rothesay (w tzw. Samodzielnym Obozie Rothesay). W środowisku wojskowym wyspa Bute uważana była za obóz karny. W obozie prowadzono agitację przeciwko gen. Sikorskiemu. Przewodził temu gen. Dąb-Biernacki. 18 sierpnia został zatrzymany w hotelu „Victoria” przez brytyjską policję i wywieziony z wyspy.
W dniach 17–20 października 1940 roku przed Sądem Polowym nr 3 w Londynie odbył się proces gen. Dąb-Biernackiego. Sąd uznał go winnym popełnienia czynów z artykułów 54 i 67 k.k.w., za co skazał go na karę dwóch lat i sześciu miesięcy pozbawienia wolności oraz degradację. W listopadzie 1940 został zwolniony z wojska. Na życzenie władz polskich Dąb-Biernacki został osadzony w więzieniu brytyjskim. W kwietniu 1941 roku stanął przed Sądem Polowym nr 9 w Londynie pod zarzutem kierowania spiskiem przeciwko rządowi gen. Sikorskiego. W składzie orzekającym zasiedli: generał brygady Zygmunt Bohusz-Szyszko (przewodniczący), członkowie: kontradmirał Jerzy Świrski i gen. bryg. Stanisław Ujejski. Sprawny przebieg procesu zapewnił pułkownik audytor Tadeusz Jaskólski. Sąd uznał go za winnego popełnienia zbrodni kierowania antyrządowym spiskiem i skazał na cztery lata pozbawienia wolności i degradację. Odbył rok kary pozbawienia wolności, po czym wiosną 1942 roku został zwolniony z powodu złego stanu zdrowia.
Gdy w 1943 stanowisko Naczelnego Wodza objął gen. Kazimierz Sosnkowski, Dąb-Biernacki został zwolniony z więzienia i wyjechał do Irlandii, gdzie zajmował się pszczelarstwem (z wykształcenia inżynier rolnik). Po wojnie gospodarował na farmie w Walii. Został pochowany na Cmentarzu Brompton w Londynie.

## Życie prywatne
Generał Stefan Dąb-Biernacki był żonaty z Zofią Suchorzewską (1892–1988), córką Witolda (1857–1936) i Stefanii z Gołębiowskich (1868–1937), siostrą majora rezerwy kawalerii Leona Suchorzewskiego (1894–1970) i Felicji (1893–1986), żony generała brygady Michała Pakosza.
Ze związku z Zofią Suchorzewską miał dwoje dzieci: Zofię i Józefa:
- Zofia Dąb-Biernacka (ur. 8 sierpnia 1919 w Łomży, zm. 13 stycznia 2011 w Londynie). W czasie wojny walczyła w szeregach Związku Walki Zbrojnej i Armii Krajowej ps. „Jagienka”. Pełniła funkcję szefa łączności konspiracyjnej w Oddziale V Sztabu Komendy Okręgu AK Wilno. Została awansowana na kapitana i dwukrotnie odznaczona Krzyżem Walecznych.
- Józef Dąb-Biernacki (ur. 19 marca 1924 w Wilnie, poległ 8 sierpnia 1944 na Woli). Tak jak starsza siostra był żołnierzem Armii Krajowej ps. „Józek”. Posiadał stopień kaprala podchorążego. Pełnił służbę w I plutonie 1 kompanii batalionu AK „Zośka”. W tym samym plutonie pełnił służbę plut. pchor. Andrzej Pakosz ps. „Paweł”, syn generała Michała Pakosza.

Na przełomie października / listopada 1946 żona i córka generała zostały przeprowadzone z Krakowa przez „zieloną granicę” do Wiednia przez kuriera PSZ ppor. Jana Łożańskiego.

## Opinie o generale
- płk dypl. Stefan Rowecki (opinia przedwojenna) – „Piękna przeszłość bojowo-liniowa. Dowódca kompanii i batalionu w Legionach. Dowódca pułku, brygady i dywizji (1 DP Legionów) w wojnie 1918–1920. Dotychczas wywierał poważną presję na tok wyszkolenia taktycznego wojska, niekoniecznie najlepszą. Zbyt negliżuje rolę lotnictwa i broni pancernej na wschodzie Europy. Wojnę przyszłą tutaj ciągle widzi zbyt zbliżoną do roku 1920. Jego metody z taktycznych ćwiczeń indywidualnych prowadzą do ogłupiania zarówno kierowników, jak i uczestników ćwiczeń. Reprezentuje bezwzględność i brutalność w przeprowadzeniu swoich zamierzeń. Czasem w rozwiązaniach swych może być nieprawdopodobnie ryzykowny. Umysł doktrynerski, nie nadający się do projektowania i realizowania skomplikowanych operacji. To typ dowódcy armii w wykonywaniu na przykład brutalnego, ściśle określonego zadania, na przykład przełamania lub obrony za wszelką cenę”.

- płk dypl. pil. Marian Romeyko[51]

zyskał sobie opinię jednego z najbardziej walecznych, ale stanowił jedynie typ dowódcy batalionu lub pułku śmierci. Po wojnie 1920 roku został odznaczony, jak już wspomniałem, jako jeden z trzech oficerów w całej armii Orderem Virtuti Militari V, IV i III klasy. Zdobył sobie tym bardzo zaszczytną pozycję w wojsku, zgoła wyjątkową, a zarazem zobowiązującą, i winien był być wzorem rycerza i dżentelmena. W wojsku już nie patrzono, lecz wpatrywano się w niego. W latach powojennych, jako bardzo młody człowiek, został generałem i dowodził 1 Dywizją Piechoty Legionów w Wilnie. Pozbawiony możliwości wyładowania swej energii w boju, stoczył walkę «finansową» o Helenów, niezbyt sławną, jak dla sławnego żołnierza. Zapomniano mu to na dole, a co najważniejsze na górze, i to, być może, zwiększyło właściwy mu tupet, zarozumialstwo i pewność siebie. W parze z tym szła tępota ogólna, a zwłaszcza wojskowa, wynikająca zarówno z braku wykształcenia wojskowego, jak doświadczenia na wyższym szczeblu dowodzenia. Pozostawał faktycznie nadal dowódcą batalionu i nie wyszedł poza ten zakres wiedzy taktycznej. Tak przygotowany, już jako generał objął w latach trzydziestych Inspektorat Armii w Wilnie.

- gen. dyw. Stanisław Kopański[52]

Był to oficer o rzadko spotykanej odwadze osobistej i dużej energii. Znał taktykę piechoty. Miewał w niej «sezonowe» zainteresowania (np. ustawienie ckm lub drobne patrole piechoty wysyłane na znaczne odległości). Nie miał zdolności operacyjnych ani wykształcenia w tej dziedzinie. Nie miał też praktyki dowodzenia na tym szczeblu oraz współpracy ze swym sztabem w polu. Był złym wychowawcą oficerów. Bagatelizował wartość broni pancernej. Wierzył w wyższość nad nią dywizji piechoty na terenach Polski. Zwalczał na posiedzeniach KSUS (Komitet do spraw Uzbrojenia i Sprzętu) projekty rozwoju własnej broni pancernej.

- gen. Leon Berbecki – gen. Dąb-Biernacki wraz z szefem żandarmerii polowej – płk. Jur-Gorzechowskim zachowali się szczególnie okrutnie wobec generałów m.in. Tadeusza Rozwadowskiego i Włodzimierza Zagórskiego, którzy po zamachu majowym zostali uwięzieni w wojskowym więzieniu śledczym na Antokolu w Wilnie. Berbecki pisał m.in. „pułkownik Jur-Gorzechowski i generał Dąb-Biernacki, dowódca pierwszej dywizji Legionów, wprowadzili taki «regulamin» dla uwięzionych generałów, że graniczył on z torturami moralnymi, a nawet fizycznymi”[53].

- gen. Juliusz Rómmel (opinia powojenna propagowana przez GZP) – „Bardzo odważny i przedsiębiorczy dowódca pułku piechoty[a]. Sam piechur, zamiłowany w szybkich marszach, działaniach nocnych, opartych na zaskoczeniu. Niestrudzony dowódca różnych wypadów, zasadzek na tyły i flanki nieprzyjaciela, zdecydowany i przedsiębiorczy w naszej minionej wojnie z bolszewikami. Pewny siebie i swoich „doświadczeń”, zarozumiały, nie uznający żadnych nowych technicznych osiągnięć na Zachodzie, które nawet wyśmiewał i którymi pogardzał. Uważał, że tylko on ma rację i tylko on zna wojnę. Zupełnie lekceważył artylerię i inne bronie techniczne, w jego głowie nie mieściło się dowodzenie wielkimi jednostkami, wyobrażał sobie, że tak samo pójdzie mu to łatwo, jak dowodzenie batalionu lub kilka batalionów, jak w jakimś wypadzie nocnym lub odosobnionym. Nie chciał się uczyć i zwalczał w naszej armii ludzi, którzy byli innego zdania. Narobił tym dużo szkody naszemu wojsku, bo usuwał oficerów bardzo wartościowych. Miał swoje różne ulubione „sztuczki” i sądził, że to są jego wynalazki, a w rzeczywistości te „wynalazki” już dawno były w naszych regulaminach i stosowane były wszędzie. Generał bardzo nie lubiany w wojsku, nierówny w stosunkach służbowych i nietaktowny. Uznawał tylko autorytety legionowe, innych dowódców nie słuchał. Warchoł na dużą skalę! Druga wojna światowa pokazała, że swoją odwodową, najsilniejszą armię „Prusy” zmarnował i zniszczył w ciągu jednej doby, bo tak nią dowodził, że pomieszał wszystko, wprowadzając chaos i dezorganizację u wszystkich dowódców i w ich oddziałach – a potem zwalił całą winę na swoich żołnierzy, którzy według zdania wypowiedzianego wobec Marszałka Śmigłego, „nie chcieli się bić”. Typ ujemny pod każdym[b], wykorzystujący swoje stanowisko dla własnych korzyści materialnych”[54].

- Paweł Wieczorkiewicz (historyk) – „Oburza zaś powierzenie Dębowi-Biernackiemu, skompromitowanemu doszczętnie jako dowódca i oficer w początkowym etapie kampanii, kluczowego stanowiska w kolejnej jego fazie. W bitwie pod Tomaszowem Lubelskim, gdzie jego chaotyczne dowodzenie doprowadziło do kryzysu, ponownie zbiegł z pola walki, dając dowód nie tylko braku kompetencji, ale i tchórzostwa”[55].

- płk dypl. Marian Porwit – „Gen. Dąb-Biernacki nie orientował się najwidoczniej ani w możliwości szybkiego ponawiania ciosów przez dywizję pancerną, ani też w możliwości wywalczenia powodzenia przez zmasowanie wielu fal czołgów lub po prostu przez obejście napotkanej mocnej obrony. [...] Przygotował pole walki w wadliwych kategoriach walki z piechotą, licząc, że wszystko się w ostatnich godzinach zaimprowizuje, że na wszystko będzie czas. [Wydawane] rozkazy były samobójczym odebraniem sobie samemu wojsk, a żołnierzowi wiary w dowództwo i we własne siły. [...] I dowódca, i sztab Armii nie okazali temperamentu bojowego”[56].
- płk. dypl. Tadeusz Münnich (1943 r.) – „W samych początkach instalowania tego obozu w Rothesay miał miejsce wstrząsający moment aresztowania przez brytyjską policję i wywiezienia do więzienia jednego z najdzielniejszych naszych generałów, jedynego z dowódców armii w kampanii polskiej, któremu wśród niezwykłych przejść udało się wydostać z kraju do dalszej walki, którą do końca tam prowadził”[57].

## Awanse
- chorąży – 29 września 1914
- porucznik – 5 marca 1915 z pominięciem stopnia podporucznika
- kapitan – 15 czerwca 1915, 15 lokata na liście starszeństwa oficerów piechoty Legionów Polskich z dnia 12 kwietnia 1917[58]
- major – 2 grudnia 1918
- podpułkownik – 1919
- pułkownik – 1 kwietnia 1920 zweryfikowany ze starszeństwem z 1 czerwca 1919
- generał brygady – 31 marca 1924 ze starszeństwem z 1 lipca 1923 i 18. lokatą w korpusie generałów
- generał dywizji – 10 listopada 1930 ze starszeństwem z 1 stycznia 1931 i 1. lokatą w korpusie generałów
- szeregowy – degradacja w październiku 1940

## Ordery i odznaczenia
- Krzyż Kawalerski Orderu Wojskowego Virtuti Militari (24 listopada 1922)[59]
- Krzyż Złoty Orderu Wojskowego Virtuti Militari (24 listopada 1922)[59]
- Krzyż Srebrny Orderu Wojskowego Virtuti Militari (16 lutego 1921)[60]
- Krzyż Komandorski z Gwiazdą Orderu Odrodzenia Polski (11 listopada 1936)[61][62]
- Krzyż Komandorski Orderu Odrodzenia Polski (9 listopada 1926)[63]
- Krzyż Niepodległości (24 października 1931)[12][64]
- Krzyż Walecznych (czterokrotnie)[12]
- Złoty Krzyż Zasługi (17 marca 1930)[65]
- Medal Pamiątkowy za Wojnę 1918–1921
- Medal Dziesięciolecia Odzyskanej Niepodległości
- Odznaka Pamiątkowa Generalnego Inspektora Sił Zbrojnych (12 maja 1936)
- Znak oficerski „Parasol”

- Krzyż Żelazny II klasy (Prusy, 1916)[66]
- Order Pogromcy Niedźwiedzia III klasy (Łotwa)[67]
- Komandor Orderu Orła Białego (Serbia, 15 października 1924)[68]
- Kawaler Orderu Legii Honorowej (Francja, 12 lutego 1922)[69].
- Medal 10 Rocznicy Wojny Niepodległościowej (Łotwa, 1929)[70]